# Fartlek
El fartlek és un sistema d'entrenament que consisteix a anar barrejant diversos exercicis gimnàstics tant aeròbics com anaeròbics, principalment exercicis de velocitat.
El terme "fartlek" prové del suec "joc de córrer". Fou desenvolupat per l'entrenador suec Gösta Holmér (1891-1983), i posteriorment fou adoptat per molts fisiòlegs.
Hom inclou jocs de velocitat en els quals els individus corren a través de boscos, platges o a camp obert movent-se en llibertat enmig de la natura. Les característiques del fartlek venen definides per les irregularitats del terreny, quant més variat millor, i en el qual no hi ha un traçat preestablert (excepte en entrenaments ja estudiats, fet que treu emoció a la pràctica d'aquest esport) i l'individu es mou per instint canviant la velocitat, la intensitat i el volum al seu gust segons li demani el cos.

## Avantatges
- Treball dels músculs extensors i elevadors, el que fa millorar la força elàstica i la potència cíclica.
- És un sistema mixt en el que s'hi encabeix el treball aeròbic i l'activitat neuromuscular degut als canvis de ritme.

## Característiques
- La freqüència cardíaca varia entre les 147 i les 170 pulsacions per minut, encara que pot arribar a les 190.
- El volum del treball no ha de ser excessiu, ja que això duria a un empitjorament de la qualitat, raó per la qual es recomana que la duració no sobrepassi l'hora, encara que les especialitats variïn la duració:

Fons (1h)
Mig fons llarg (45-60)'
Mig fons curt (30-40)'
Velocitat (20-30)'